# Chrysoprasis variabilis
Chrysoprasis variabilis là một loài bọ cánh cứng trong họ Cerambycidae.